# Aksel Vartanyan
Aksel Tatevosovich Vartanyan (en russe : Аксель Татевосович Вартанян) né le 8 janvier 1938 est un journaliste soviétique et russe, historien du sport et originaire de Tbilissi (Géorgie).
Aksel est diplômé du département d'histoire et de philologie de l'Institut pédagogique de Tbilissi. Depuis 1962, il enseigne à l'école.
Aksel est connu en tant que journaliste pour le magazine hebdomadaire Football (en) et le journal Sport Express et en tant qu'historien.